# Корнан
Корнан (фр. Cornant) насеље је и општина у источном делу централне Француске у региону Бургоња, у департману Јон која припада префектури Санс.
По подацима из 2011. године у општини је живело 353 становника, а густина насељености је износила 69,76 становника/km². Општина се простире на површини од 5,06 km². Налази се на средњој надморској висини од 208 метара (максималној 197 m, а минималној 125 m).

## Демографија
| 1962. | 1968. | 1975. | 1982. | 1990. | 1999. | 2011. |
| ----- | ----- | ----- | ----- | ----- | ----- | ----- |
| 146   | 147   | 153   | 193   | 273   | 327   | 353   |

График промене броја становника у току последњих година